# Brutal Romantic
Brutal Romantic è il quarto album in studio della cantautrice neozelandese Brooke Fraser, pubblicato nel 2014.

## Tracce
1. Psychosocial – 3:01
2. Thunder – 3:39
3. Start a War – 3:10
4. Kings + Queens – 3:36
5. Bloodrush – 3:39
6. Brutal Romance – 4:46
7. Je Suis Pret – 4:24
8. Magical Machine – 4:05
9. New Histories – 3:39
10. New Year's Eve – 3:00